# Eleanor Glanville

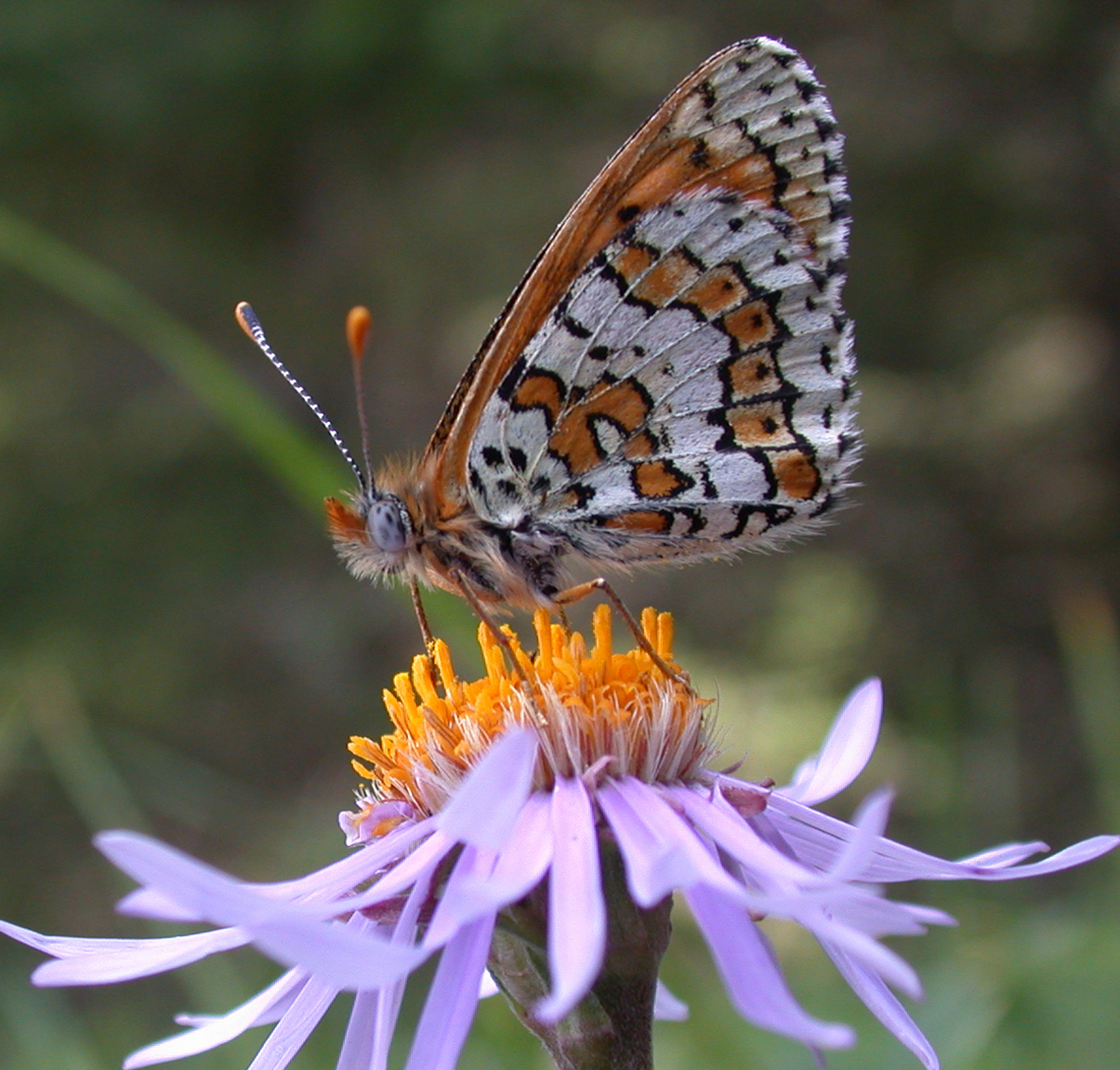
Wegerich-Scheckenfalter (Melitaea cinxia)

 Eleanor Glanville (* 1654 in Tickenham, North Somerset, England; † 1709 ebenda) war eine britische Entomologin. Sie entdeckte den Wegerich-Scheckenfalter (Melitaea cinxia, englisch Glanville fritillary), einen von nur zwei einheimischen britischen Schmetterlingen, die im Englischen nach britischen Entomologen benannt wurden.

## Leben und Werk

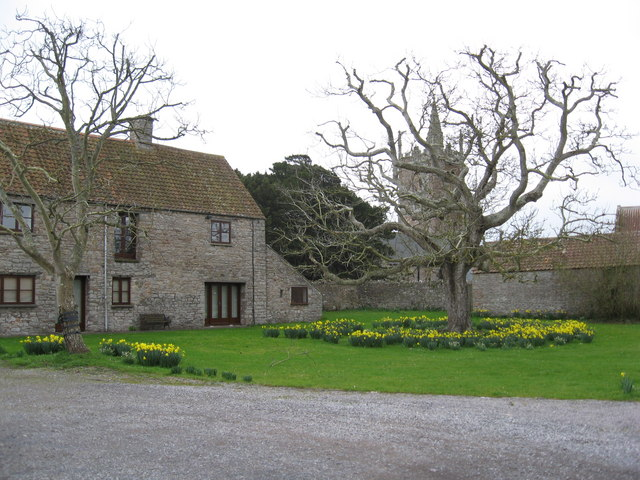
Tickenham Court mit dem Kirchturm von St Quiricus & St Juliet im Hintergrund. Die Gebäude sind heute ein Bauernhof, aber Teile stammen aus dem 14. Jahrhundert, 2008

Glanville war die ältere der beiden Töchter von Major William Goodricke und seiner Frau, der Witwe Eleanor Poyntz, geb. Davis. Bei seinem Tod hinterließ ihr Vater ihr die Güter, die ihre Mutter 1652 in die Ehe eingebracht hatte, zu dem auch Tickenham Court in Somerset gehörte, eine mittelalterliche Halle aus dem Jahr 1200. Am 14. April 1676 heiratete sie Edmund Ashfield, einen Künstler aus Lincolnshire, mit dem sie drei Kinder hatte. Nach dem Tod ihres ersten Mannes heiratete sie im November 1685 Richard Glanville, mit dem sie vier weitere Kinder bekam. Da ihr Ehemann sich als gewalttätig erwies, trennte sie sich 1698 von ihm. Er versuchte erfolglos ihr Vermögen zu bekommen und verbreitete Geschichten über ihren angeblichen Wahnsinn und zwang ihre Kinder, eidesstattliche Erklärungen gegen ihre Mutter zu unterschreiben. Sie hatte ihren Besitz an Treuhänder übergeben, sich aber das Recht vorbehalten, ihre eigenen Angelegenheiten zu regeln.

## Sammeln von Schmetterlingen
Glanville interessierte sich schon früh für das Sammeln von Schmetterlingen, begann aber bald nach der Trennung von ihrem Ehemann, ernsthaft zu sammeln. Sie bezahlte ihre Diener dafür, für sie zu sammeln, und zeigte ihnen, wie man Proben in gefaltete Papiere verpackte, aufbewahrte und sicher transportierte.
Glanville korrespondierte mit dem Londoner Apotheker James Petiver, dem Naturforscher Joseph Dandridge und dem Botaniker Adam Buddle, die sie mit anderen Naturforschern bekanntmachten, mit denen sie auch Informationen austauschte. Sie schickte Kisten mit Exemplaren an ihre Korrespondenten, darunter einen Perlmuttfalter, den sie um 1702 in Lincolnshire fing. Dieses Exemplar wurde von dem schwedischen Wissenschaftler Carl Linnaeus verwendet, um das Insekt für die Wissenschaft zu beschreiben, und wurde zuerst Lincolnshire-Perlmuttfalter genannt.
Glanville züchtete Schmetterlinge und Motten und sammelte Raupen. Ihr Ziel mit der Sammlung dieser Raupen war es, ihr Wachstum zu beobachten und ihr Verhalten zu studieren, einschließlich der scheinbaren Magie der Metamorphose (Zoologie). Sie dokumentierte ihre Fortschritte und lieferte einige der frühesten bekannten Schriften über die Aufzucht von Schmetterlingen. Sie schien nicht zu wissen, wie sie ihre Sammlung schützen sollte, und Milben richteten viel Schaden an. Drei ihrer Exemplare, ein Schmetterling und zwei Motten, wurden in der Sloane-Sammlung im Natural History Museum in London wiederentdeckt.
Petiver verwendete viele ihrer Exemplare und ihrer Informationen 1703 in seinem Werk Gazophylacium naturae artis und würdigt sie in seinem Text. Glanville veröffentlichte nur ihre Aufzeichnung einer lokalen Liste von Insekten aus der Gegend von Bristol. Als sie 1703 mit einer großen Schmetterlingssammlung nach London reiste, sorgte ihr Besuch bei den dortigen Naturforschern für Aufsehen. Nach Petivers Tod wurde seine Sammlung von Hans Sloan gekauft und gelangte von dort in das British Museum (Natural History Museum). Einige ihrer Exemplare befinden sich im Naturhistorischen Museum als Teil der Petiver-Sammlung.
Glanville starb Anfang 1709 in Tickenham Court.
Sie vermachte ihren Nachlass ihrem Cousin zweiten Grades, Sir Henry Goodricke, und kleine Vermächtnisse ihren Kindern. Ihr Sohn Forest focht nach ihrem Tod das Testament wegen ihres angeblichen Wahnsinns an und 1712 wurde das Testament aufgehoben.

## Beschäftigung einer Frau des 17. Jahrhunderts mit Naturkunde
Heute erscheint es ungewöhnlich, dass jemand nur wegen der Jagd auf Schmetterlinge für verrückt gehalten werden kann, doch in der Zeit kurz nach den englischen Bürgerkriegen wurden Frauen, die sich mit zu viel Enthusiasmus der Natur zuwandten, leicht der Hexerei beschuldigt. Im 17. Jahrhundert beschränkte sich die Entomologie weitgehend auf das Studium nützlicher Insekten wie Bienen und Seidenraupen. Schmetterlinge hingegen konnten dem Volksglauben zufolge Hexen oder verkleidete Geister sein, die Sahne und Butter gerinnen lassen könnten, daher ihr Name Buttervögel auf Deutsch und Butterfly auf Englisch. Die Bewohner von Glanville berichteten dementsprechend über sie, sie würde, um Würmer zu finden auf Büsche und Hecken einschlagen. Tatsächlich sammelte sie Raupen zu Studienzwecken.

## Anerkennungen
- Der Lincolnshire fritillary erhielt 1748 den Namen Glanville fritillary. Er kommt heute nur noch auf der Isle of Wight vor.[2][3]
- Die Romanautorin Fiona Mountain schrieb den Roman Lady of the Butterflies, in dem sie die Geschichte von Eleanor Glanville erzählt.
- Das Eleanor Glanville Centre der University of Lincoln (Großbritannien) ist nach Eleanor Glanville benannt.[4][5]